# Hans Vanwijn
Hans Vanwijn (nacido el 15 de febrero de 1995 en Heusden-Zolder, Bélgica) es un baloncestista belga que forma parte de la plantilla del Merkezefendi Belediyesi Denizli de la BSL, la primera categoría del baloncesto turco. Con 2.05 metros de estatura, juega en el puesto de Ala-pívot.

## Carrera deportiva
Vanwijn debutó en la primera división belga con el Leuven Bears en la temporada 2013-2014, antes de fichar por el Limburg United, club en el que permaneció las siguientes tres campañas. En 2016, con tan solo 20 años, fue elegido mejor jugador joven de la competición. 
En 2017 firmó por el Antwerp Giants para confirmar y continuar con su progresión, tal y como demuestran los 10.4 puntos, 6.4 rebotes y 3 asistencias que promedió durante su primer curso en Amberes. En el segundo, gracias a una gran participación europea, logró alcanzar la Final Four de la Basketball Champions League y levantó la Copa de su país, título que revalidaría en 2020 firmando 12.8 puntos, 6.4 rebotes y 2.9 asistencias.
En mayo de 2020 emprende la primera aventura lejos de su país enrolándose en las filas del JDA Dijon francés.
El 8 de julio de 2021, firma por el Casademont Zaragoza de la Liga ACB por dos temporadas.
El 3 de julio de 2022, firma por el Nanterre 92 de la Pro A, la primera categoría del baloncesto francés. A principios de julio de 2023, después de una temporada muy difícil individualmente en Nanterre 92, Vanwijn fichó y se reencontró con su exentrenador Laurent Legname en el BCM Gravelines-Dunkerque.
El 1 de diciembre de 2023 firmó con el Hapoel Holon de la Ligat ha'Al israelí.
El 1 de noviembre de 2024 fichó por el Merkezefendi Belediyesi Denizli de la Basketbol Süper Ligi turca.

## Selección nacional
Vanwijn ha formado parte del combinado nacional belga desde 2017.
En septiembre de 2022 disputó con el combinado absoluto belga el EuroBasket 2022, finalizando en decimocuarta posición.

## Palmarés
- 2 Copas de Bélgica (2019), (2020)